# Liste der Pfarren im Dekanat Kremsmünster
Das Dekanat Kremsmünster ist ein Dekanat der römisch-katholischen Diözese Linz.

## Pfarren mit Kirchengebäuden und Kapellen
| Ort                       | Pfarrverband          | Ink.               | Patrozinium                               | Kirchengebäude und Kapellen | Bild                          |
| Adlwang                   | Bad Hall              | Kremsmünster (OSB) | Sieben Schmerzen Mariae                   | Pfarr- und Wallfahrtskirche Adlwang Gnadenbrunnen AdlwangNikolauskapelle                                                                  | Wallfahrtskirche Adlwang      |
| Allhaming                 | Neuhofen an der Krems | Kremsmünster (OSB) | Hl. Georg                                 | Pfarrkirche Allhaming | Pfarrkirche Allhaming         |
| Bad Hall                  | Bad Hall              | Kremsmünster (OSB) | Allerheiligster Erlöser und Hl. Margareta | Katholische Pfarrkirche Bad Hall Margarethenkapelle Bad Hall, Hauskapelle im Caritas-Altenheim                                            | Pfarrkirche Bad Hall          |
| Eggendorf im Traunkreis   | Neuhofen an der Krems | Kremsmünster (OSB) | Mariä Himmelfahrt                         | Pfarrkirche Eggendorf im Traunkreis | Pfarrkirche Eggendorf         |
| Kematen an der Krems      | Neuhofen an der Krems | Kremsmünster (OSB) | Hl. Martin                                | Pfarrkirche Kematen an der Krems | Pfarrkirche Kematen           |
| Kremsmünster              | Kremsmünster          | Kremsmünster (OSB) | Allerheiligster Erlöser und hl. Agapitus  | Stiftskirche Kremsmünster Filialkirche Heiligenkreuz, Kaplaneikirche Kirchberg, Kalvarienbergkirche, Marktkirche, Schlosskapelle Kremsegg | Pfarrkirche Kremsmünster      |
| Neuhofen an der Krems     | Neuhofen an der Krems | Kremsmünster (OSB) | Hl. Matthäus                              | Pfarrkirche Neuhofen an der Krems Schlosskapelle Weißenberg, Kapelle in Gschwendt                                                         | Pfarrkirche Neuhofen          |
| Pfarrkirchen bei Bad Hall | Bad Hall              | Kremsmünster (OSB) | Hl. Georg                                 | Pfarrkirche Pfarrkirchen bei Bad Hall Filialkirche St. Blasien, Kalvarienbergkirche, Schlosskapelle Feyregg                               | Pfarrkirche Pfarrkirchen      |
| Ried im Traunkreis        | Kremsmünster          | Kremsmünster (OSB) | Hl. Nikolaus                              | Pfarrkirche Ried im Traunkreis Filialkirche Weigersdorf, Kapelle Haslach                                                                  | Pfarrkirche Ried              |
| Rohr                      | Kremsmünster          | Kremsmünster (OSB) | Mariä Himmelfahrt                         | Pfarrkirche Rohr im Kremstal Filialkirche Oberrohr                                                                                        | Pfarrkirche Rohr              |
| Sattledt                  | Kremsmünster          | Kremsmünster (OSB) | Hl. Stephanus                             | Pfarrkirche Sattledt | Pfarrkirche Sattledt          |
| Schleißheim               | Thalheim              |                    | Hl. Gallus                                | Pfarrkirche Schleißheim Schlosskapelle in Dietach                                                                                         | Pfarrkirche Schleißheim       |
| Sipbachzell               | Kremsmünster          | Kremsmünster (OSB) | Hl. Margareta                             | Pfarrkirche Sipbachzell Kapelle in Leombach                                                                                               | Pfarrkirche Sipbachzell       |
| Steinhaus                 | Thalheim              | Kremsmünster (OSB) | Alle Heiligen Apostel                     | Pfarrkirche Steinhaus Filialkirche Taxlberg                                                                                               | Pfarrkirche Steinhaus         |
| Thalheim bei Wels         | Thalheim              | Kremsmünster (OSB) | Hl. Stephanus                             | Pfarrkirche Thalheim bei Wels Filialkirche St. Ägyd, Filialkirche Schauersberg                                                            | Pfarrkirche Thalheim bei Wels |
| Weißkirchen bei Wels      | Thalheim              | Kremsmünster (OSB) | Mariä Himmelfahrt                         | Pfarrkirche Weißkirchen an der Traun | Pfarrkirche Weißkirchen       |

## Dekanat Kremsmünster
Das Dekanat umfasst 16 Pfarren.
Dechanten
- seit ? Klaudius Wintz